# McLaren MP4/11
El McLaren MP4/11 fue el coche con el que el equipo McLaren compitió en la temporada 1996 de Fórmula 1. El chasis fue diseñado por Neil Oatley, Steve Nichols, Matthew Jeffreys, David North, David Neilson, Paddy Lowe y Henri Durand, y Mario Illien diseñó el motor Ilmor a medida. Lo conducían el finlandés Mika Häkkinen, que estaba en su tercera temporada completa con el equipo, y el británico David Coulthard, que venía de Williams.

## Descripción general
McLaren había sufrido una temporada decepcionante en 1995, con el MP4/10 acribillado por problemas de manejo y fiabilidad en el primer año del equipo en asociación con Mercedes. El segundo año del acuerdo fue mucho más productivo, con el rendimiento y la confiabilidad mejorados, pero el equipo aún no había logrado el gran avance necesario para desafiar a los "tres grandes" de Williams, Ferrari y Benetton.
En las pruebas de pretemporada, que tuvieron lugar en Estoril en febrero de 1996 y en Silverstone en marzo, el cuatro veces campeón mundial Alain Prost fue contratado como asesor técnico para probar el MP4/11 en ausencia de Mika Häkkinen, que aún se estaba recuperando de su accidente casi fatal durante la calificación para el Gran Premio de Australia de 1995.

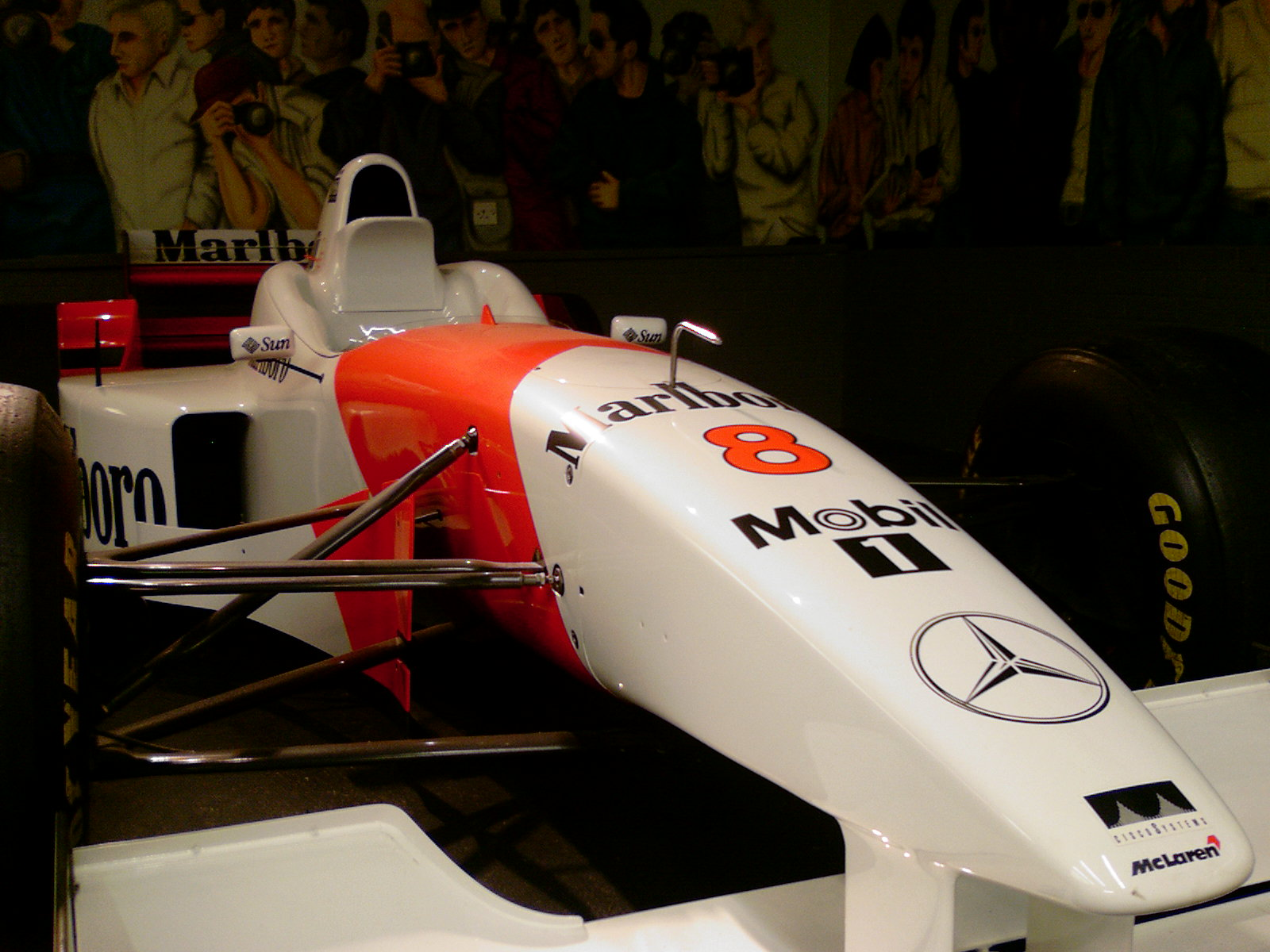
McLaren MP4/11 de Coulthard en exhibición.

El mejor resultado del coche llegó en Mónaco, con David Coulthard finalizando cerca del Ligier de Olivier Panis al final de una carrera caótica. Sin embargo, el británico fue superado y generalmente superado por su compañero de equipo.
El coche se desarrolló durante toda la temporada, con mejoras iniciadas para erradicar un desequilibrio de manejo inicial en el tiempo para que Coulthard lidere las primeras 19 vueltas en Imola. En el MP4/10, se montó un ala adicional pequeña en la cubierta del motor, pero esta se retiró a mediados de 1995. El ala fue traída para el MP4/11 en Mónaco, y también fue utilizada en Hungría. Una versión "B" del chasis fue desarrollada para el Gran Premio de Gran Bretaña, y Häkkinen respondió con cuatro podios desde entonces hasta el final de la temporada.
El equipo finalmente terminó cuarto en el Campeonato de Constructores, con 49 puntos.

## Patrocinio y livery
1996 también fue notable para McLaren, ya que perdió a Marlboro como patrocinador principal, pero el equipo respondió reclutando a la rival marca de tabaco alemana West, quien previamente (1985-89) había sido el principal patrocinador del pequeño equipo alemán Zakspeed.

## Resultados
(Clave) (negrita indica pole position) (cursiva indica vuelta rápida)

| Año     | Motor        | Neu. | Chasis  | N.º | Pilotos         | 1   | 2   | 3   | 4   | 5   | 6   | 7   | 8   | 9   | 10  | 11  | 12  | 13  | 14  | 15  | 16  | Puntos | Pos. |
| ------- | ------------ | ---- | ------- | --- | --------------- | --- | --- | --- | --- | --- | --- | --- | --- | --- | --- | --- | --- | --- | --- | --- | --- | ------ | ---- |
| 1996    | Mercedes V10 | G    |         |     |                 | AUS | BRA | ARG | EUR | SMR | MON | ESP | CAN | FRA | GBR | GER | HUN | BEL | ITA | POR | JPN | 49     | 4º   |
| 1996    | Mercedes V10 | G    | MP4/11  | 7   | Mika Häkkinen   | 5   | 4   | Ret | 8   | 8   | 6   | 5   | 5   | 5   |     |     |     |     |     |     |     | 49     | 4º   |
| 1996    | Mercedes V10 | G    | MP4/11B | 7   | Mika Häkkinen   |     |     |     |     |     |     |     |     |     | 3   | Ret | 4   | 3   | 3   | Ret | 3   | 49     | 4º   |
| 1996    | Mercedes V10 | G    | MP4/11  | 8   | David Coulthard | Ret | Ret | 7   | 3   | Ret | 2   | Ret | 4   | 6   |     |     |     |     |     |     |     | 49     | 4º   |
| 1996    | Mercedes V10 | G    | MP4/11B | 8   | David Coulthard |     |     |     |     |     |     |     |     |     | 5   | 5   | Ret | Ret | Ret | 13  | 8   | 49     | 4º   |
| Fuente: |              |      |         |     |                 |     |     |     |     |     |     |     |     |     |     |     |     |     |     |     |     |        |      |